# Murman Omanidze
Murman Omanidze (gruzínsky მურმან ომანიძე; 5. listopadu 1938 Tbilisi – 20. listopadu 2020 Petrohrad) je gruzínský politik. Původním povoláním je advokát a působil též jako generální ředitel a viceprezident společností Steler a Dimir International.
Po zhroucení sovětské moci se Omanidze přidal k prodemokratickým politickým silám a ve vládě Zviada Gamsachurdii působil jako Ministr zahraničí. Poté, co 18. srpna 1991 odstoupil z funkce premiéra Tengiz Sigua, zaujmul Ominadze na pět dní jeho místo, než byl zvolen Siguův nástupce. Po pádu prezidenta Gamsachurdii v roce 1992 se Omanidze zúčastnil voleb do parlamentu a do roku 1995 působil v gruzínském parlamentu jako poslanec. Poté pravděpodobně odešel z politiky.